# Langley (Wirginia)
Langley – miejscowość w Stanach Zjednoczonych w hrabstwie Fairfax w stanie Wirginia.
Siedziba władz Centralnej Agencji Wywiadowczej i Federal Highway Administration.